# Neptun (Küstenverteidigungssystem)

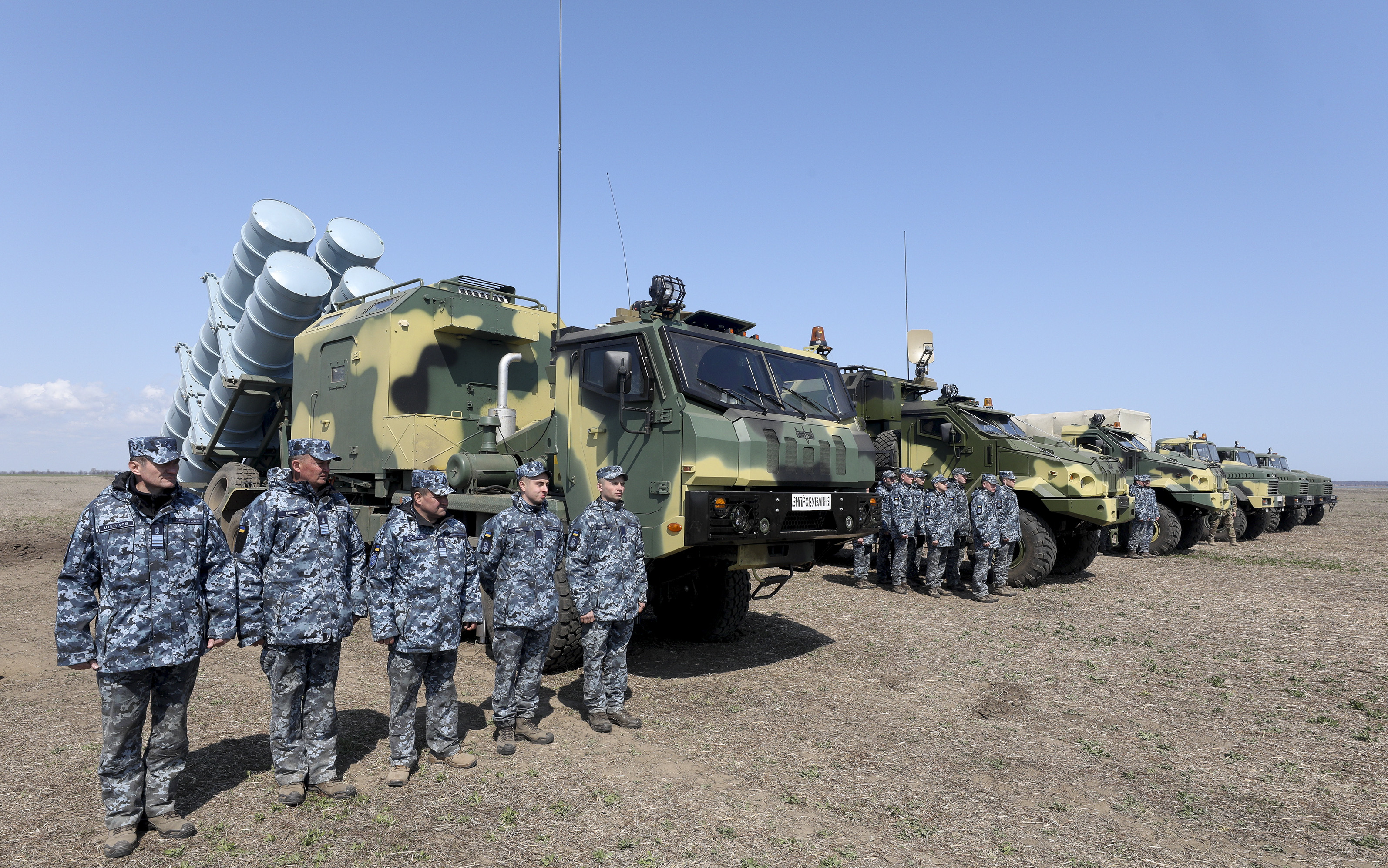
Das erste Raketensystem "Neptun"

RK-360MC "Neptun" ist ein ukrainisches Raketensystem der Marine-Küstenartillerie mit dem Marschflugkörper Neptun.

## Geschichte
Entwickelt wurde es im Konstruktionsbüro Luch. 2010 begann die Entwicklung des Marschflugkörpers. Am 5. April 2019 wurde das Küstenverteidigungssystem das erste Mal getestet. Am 23. August 2020 wurde das System in die Streitkräfte übernommen. Nachdem erste Versionen auf der Fahrgestellplattform des KrAZ H27.3 (KrAZ-7634NE für das Starterfahrzeug und KrAZ-6322 für die übrigen Fahrzeuge) aufbauten, wechselte man später auf den tschechischen Tatra 815-7, da KrAZ die notwendigen Änderungen nicht hätte umsetzen können.

## Zusammensetzung
Eine typische RK-360MC-Einheit besteht aus einem RCP-360-Feuerleitfahrzeug, sechs USPU-360-Starterfahrzeugen sowie zwölf TM-360-Transport- bzw. TZM-360-Transport-/Ladefahrzeugen. Jedes Starter- bzw. Transportfahrzeug trägt dabei eine TPK-360-Verladeeinheit mit je vier Transport-/Startbehältern mit je einem R-360 Neptun. Somit verfügt eine Einheit über insgesamt 72 Seezielflugkörper.
Das System ist auf Lastkraftwagen montiert.
Eine RK-360MC Neptun soll mit einem Mineral-U-Radarfahrzeug zusammenarbeiten, welches eine Reichweite von 600 km hat. Das Einsatzszenario könnte so aussehen, dass die ukrainische Marine feindliche Schiffe mit Drohnen (z. B. Bayraktar TB2) aufklärt. Das Mineral-U-Radar würde dann eingeschaltet werden, um die genauen Zielkoordinaten zu bestimmen. Danach würde man das Radar abschalten, um das Risiko der Entdeckung zu minimieren. Der Seezielflugkörper würde in das Zielgebiet fliegen und erst in der Endphase des Zielanfluges das eigene Suchradar für die Zielsuchlenkung aktivieren.

## Einsatz
Das RK-360MC Neptun hat die Fähigkeit, Kriegsschiffe der Klassen Kreuzer, Zerstörer, Fregatten und Korvetten sowie amphibische Angriffsschiffe, Panzerlandungsschiffe und Transporter zu zerstören. Zudem ist er befähigt, stationäre Landziele anzugreifen. Dieses ist möglich, da die Neptun mit einem GPS ihre Position bestimmen kann. Der GPS-Empfänger ist von Anfang an ein Bestandteil des Systems gewesen. Die Option, Landziele anzugreifen, bieten auch andere Seezielflugkörper wie Ch-35 und Harpoon.

### Taktischer Einsatz
Das RK-360MC wird mit einem maximalen Abstand zur Küste von 25 Kilometern eingesetzt und hat im Küstenverteidigungseinsatz eine Reichweite von 7 bis 280 km. An Land ist die Reichweite des Systems mit 1000 km bedeutend höher. Für einen Stellungswechsel benötigt es 10 Minuten.

## Nutzer
- Indonesien: Laut Berichten vom Dezember 2020 wurde eine Absichtserklärung über die Lieferung des RK-360MC Neptun unterzeichnet.
- Ukraine: Das erste System sollte im April 2022 in Dienst gestellt werden.

## Galerie

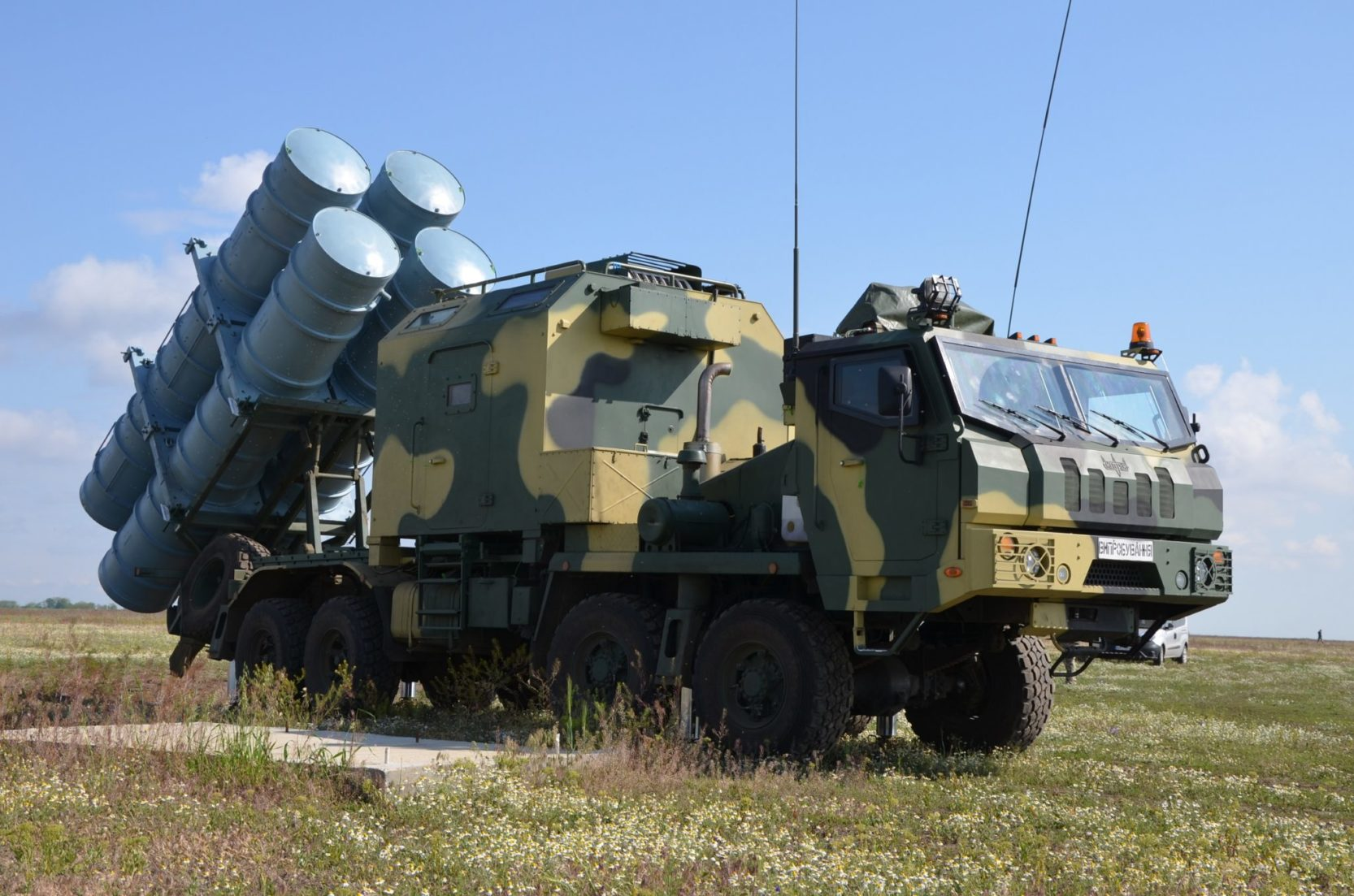
USPU-360-Starterfahrzeug
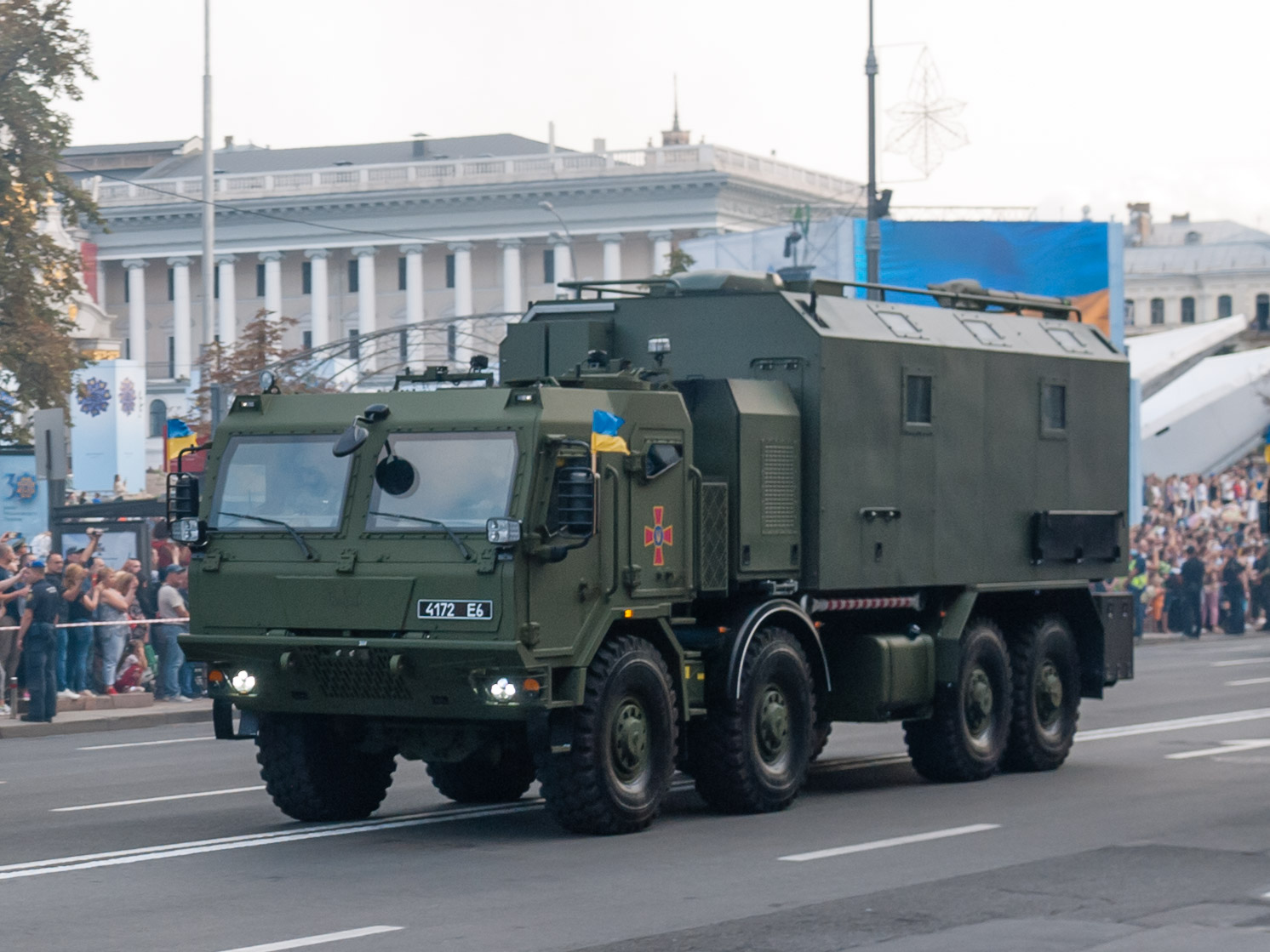
RCP-360-Feuerleitfahrzeug
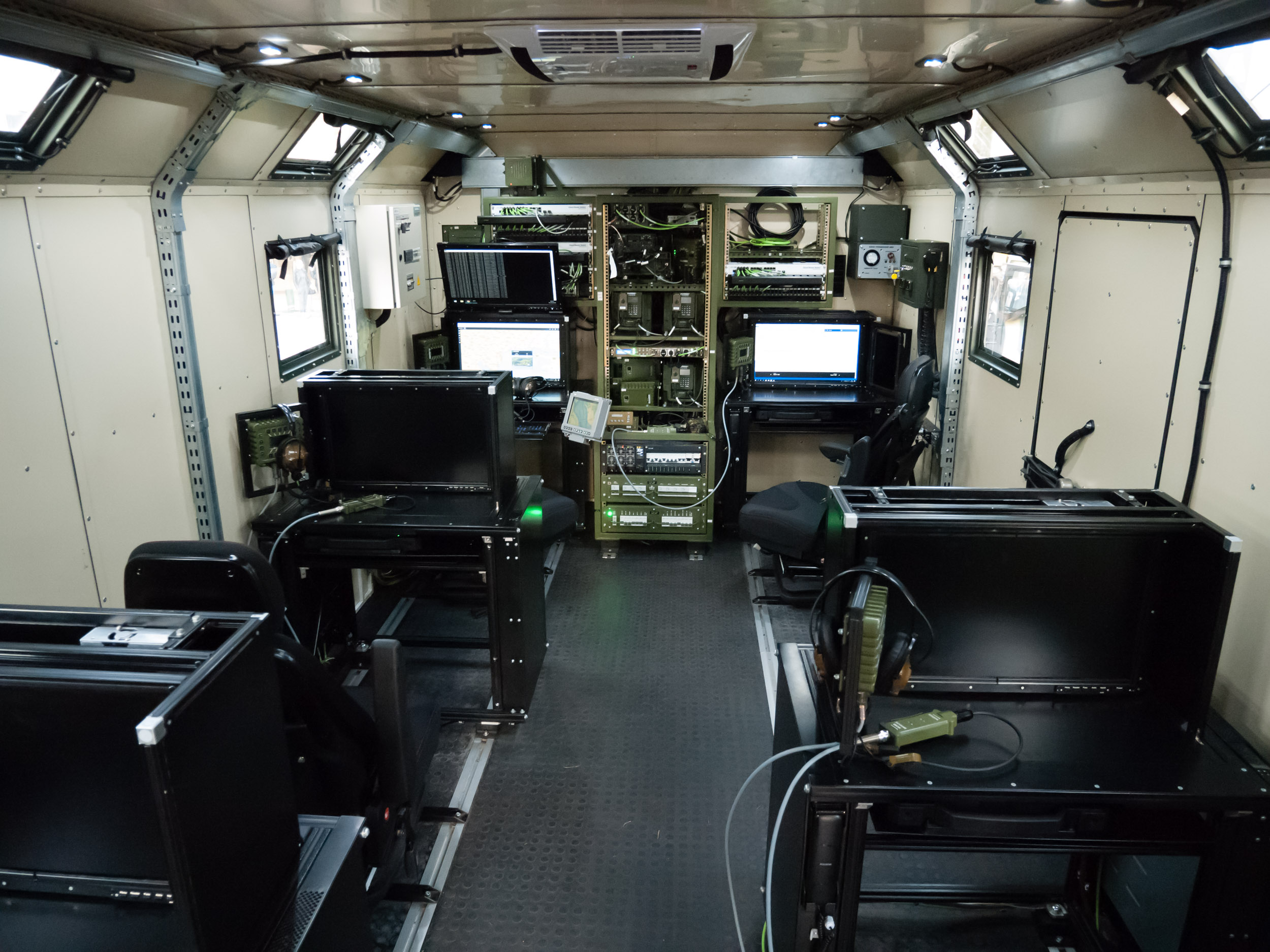
Feuerleitstand
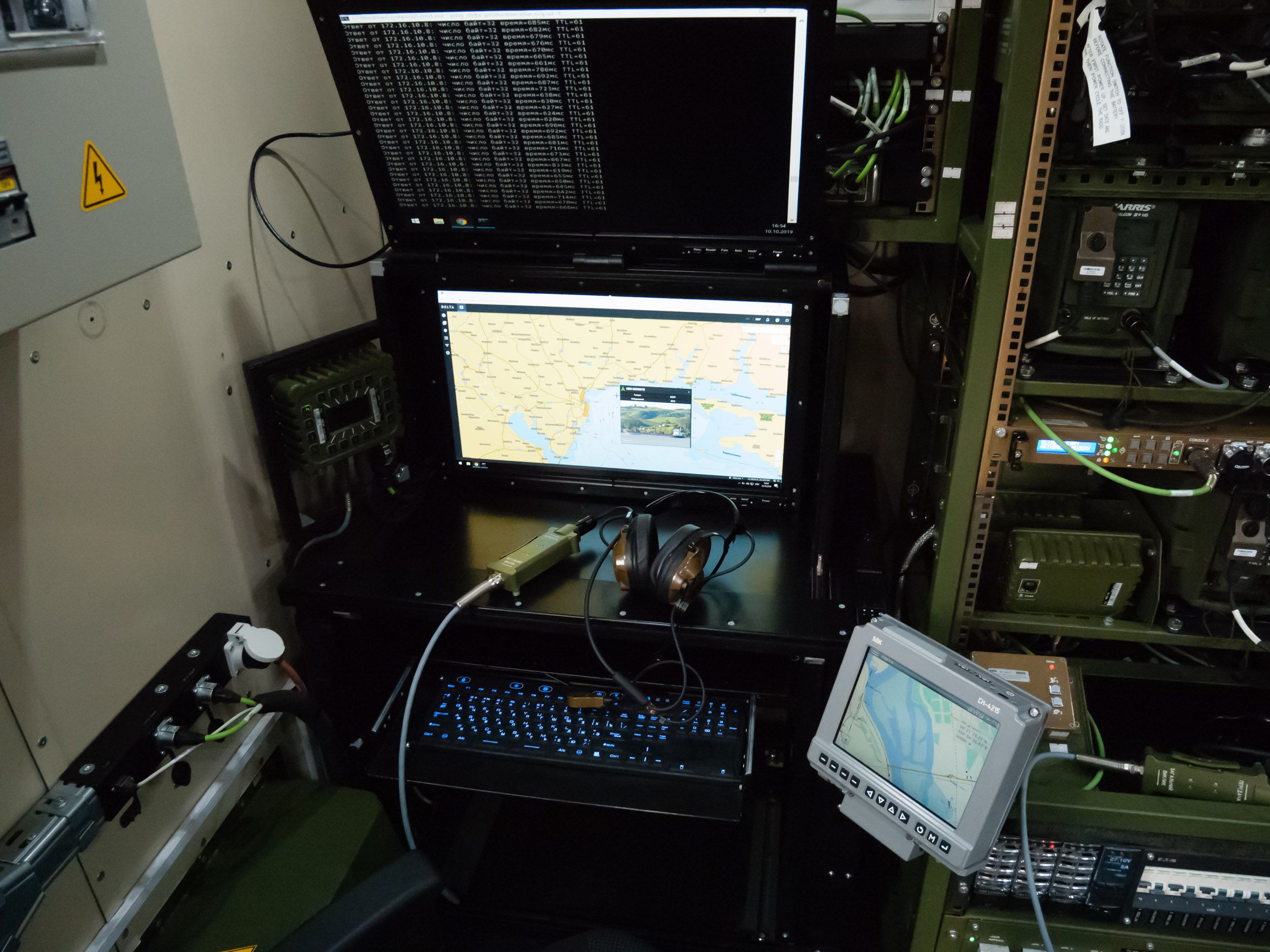
Feuerleitstand
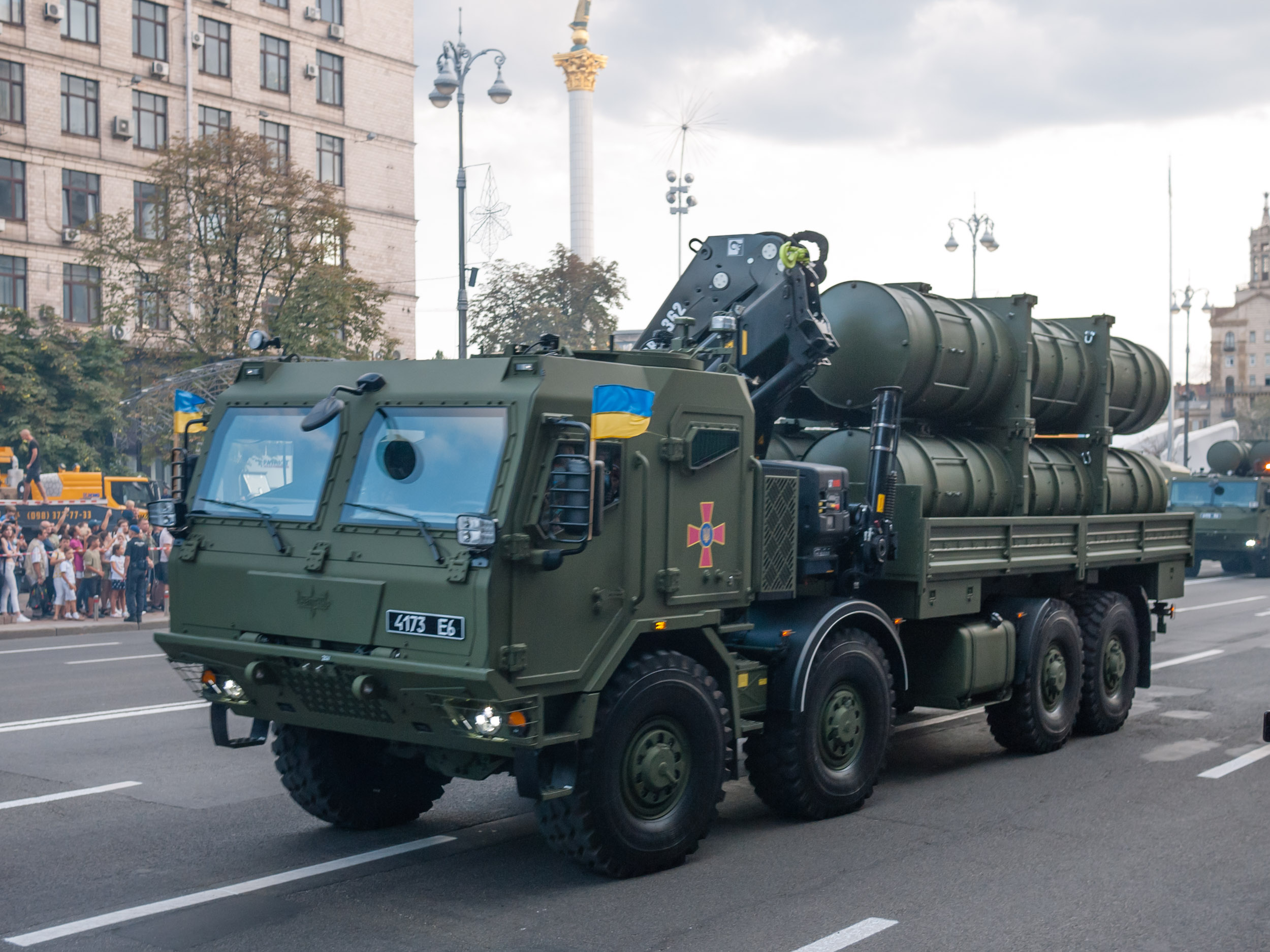
TZM-360-Transport-/Ladefahrzeug
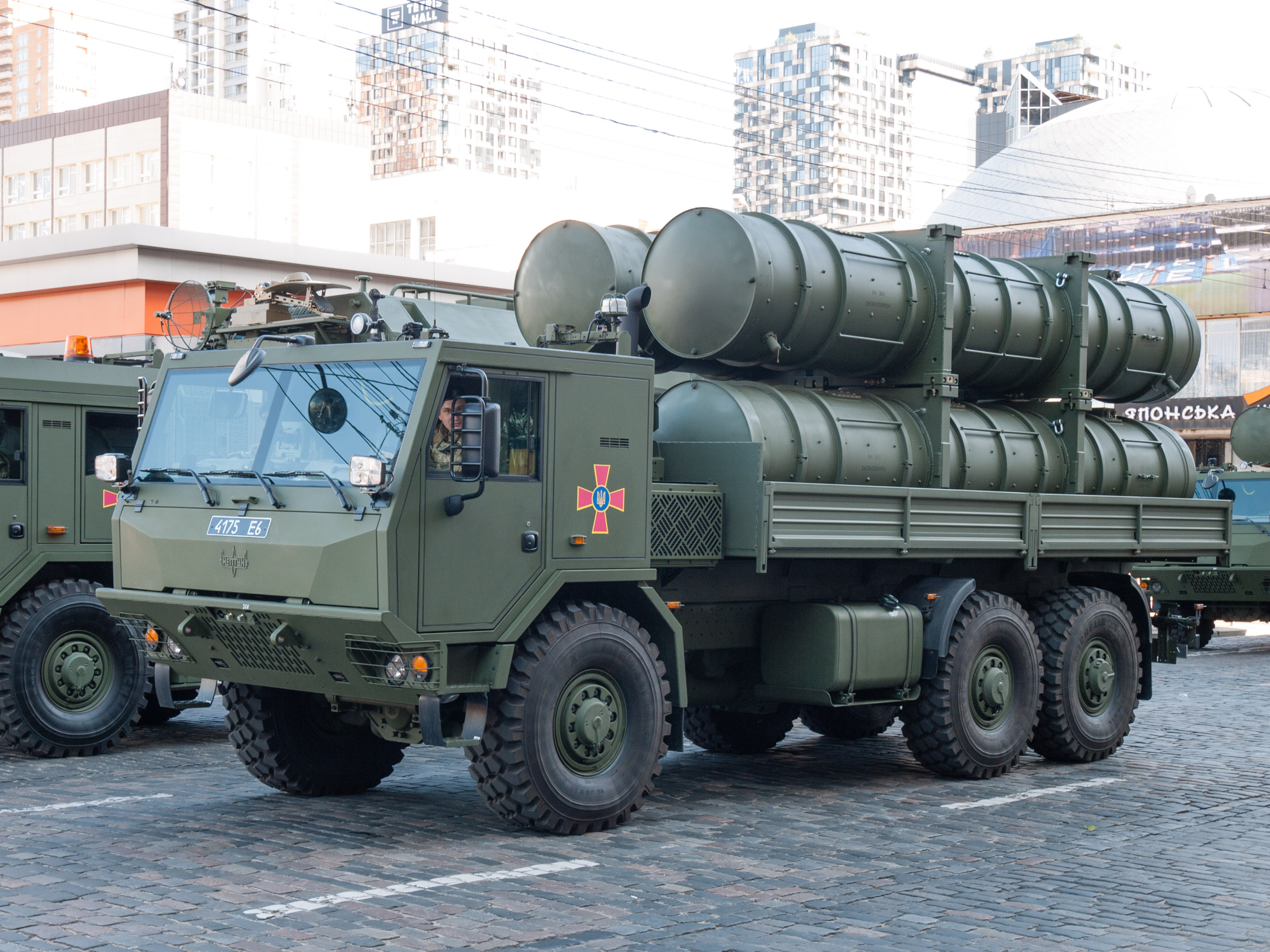
TM-360-Transportfahrzeug
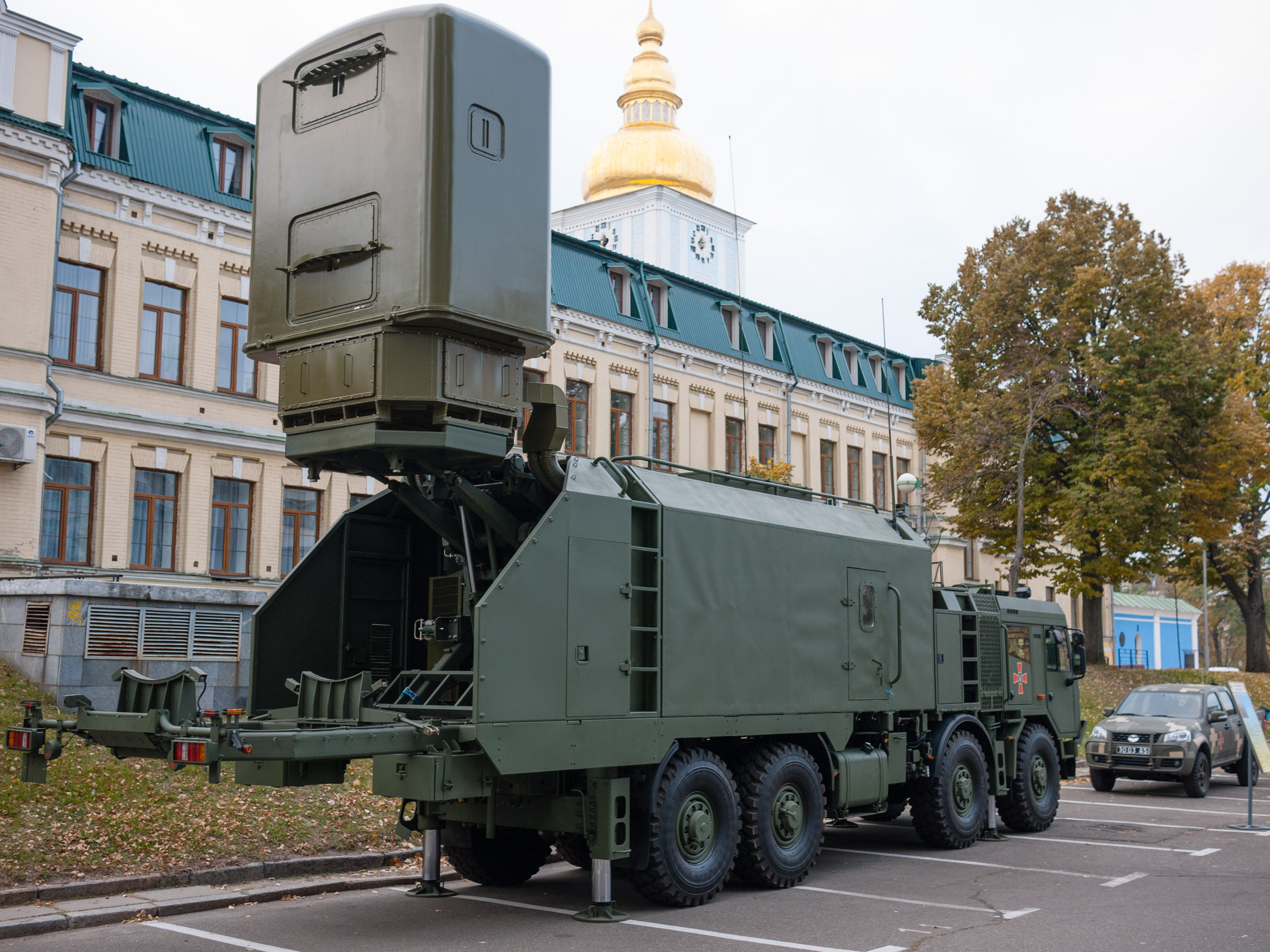
Mineral-U-Radarfahrzeug mit aufgestelltem Radar